# CATOBAR

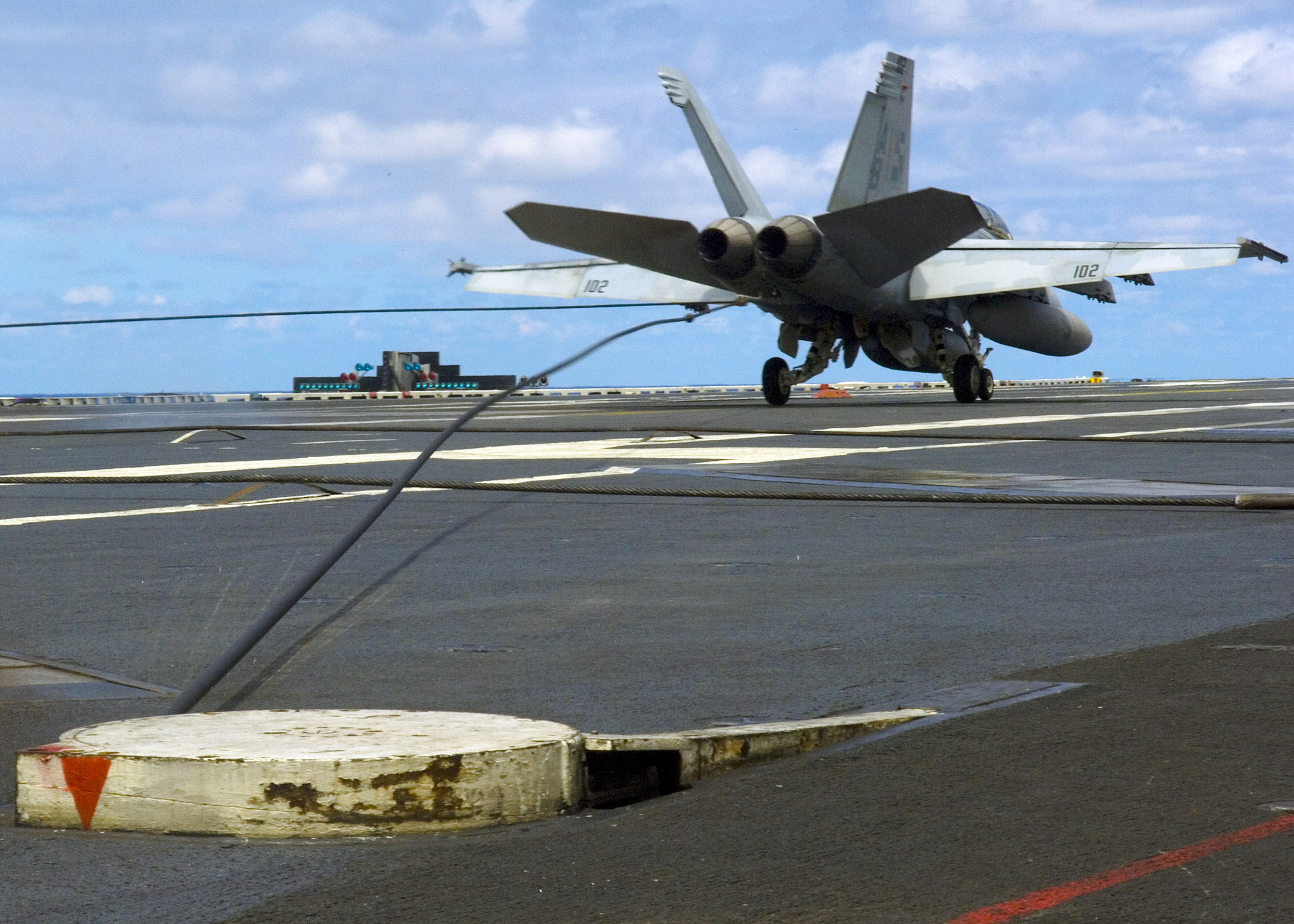
Egy F/A–18 Hornet elkapja a fékezőkötelet

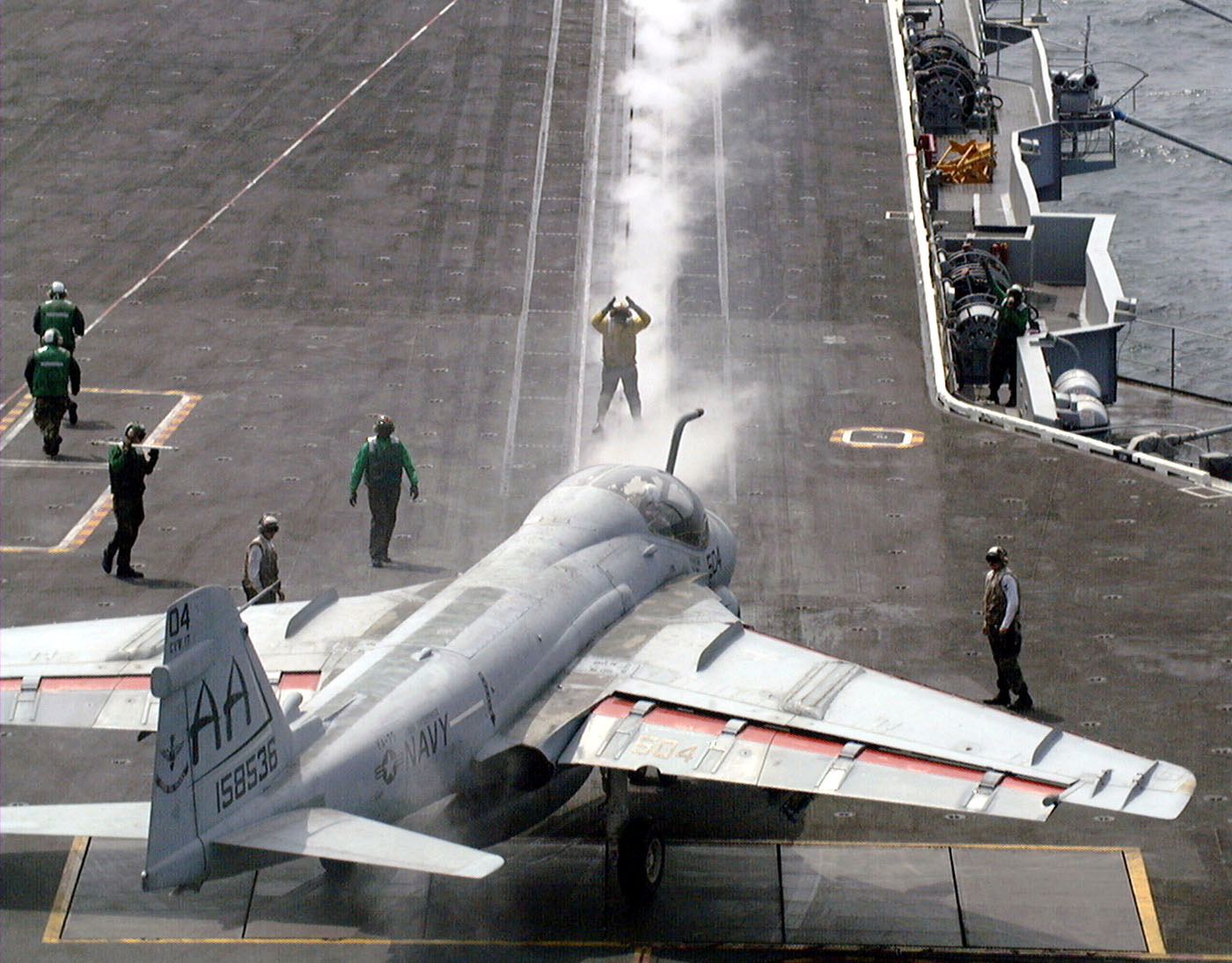
Egy A–6 Intruder kilövési pozícióba helyezkedik a USS Enterprise fedélzetén

A CATOBAR a Catapult Assisted Take Off But Arrested Recovery rövidítése, amelyet repülőgép-hordozó fedélzetéről gőzkatapultos kilövésre és ugyanoda fékezőkötéllel lassított, fékhoroggal felszerelt repülőgépek jelölésére alkalmaznak.
Bár ez a rendszer az alternatíváknal (VTOL, STOVL) költségesebb, alkalmazása jelentős operatív könnyebbséget jelent a repülőgép-hordozó számára, ugyanis ezzel a módszerrel hagyományos repülőgépeket is üzemeltethet.
A világon csak három ország hordozója működtet CATOBAR rendszert: az amerikai Nimitz osztály (valamint a USS Enterprise), a francia Charles de Gaulle és a brazil São Paulo. A következő francia hordozó szintén CATOBAR rendszerű lesz. A brit Queen Elizabeth osztályt STOVL gépekre készítik fel, de szükség esetén CATOBAR rendszerre is bővíthető lesz.